# Динамо-Полтава
Гандбольний клуб «Динамо-Полтава» — гандбольна команда з Полтави. Учасник чемпіонату України з гандболу в Суперлізі. Кольори форми команди — червоний та синьо-білий.

## Історія
Команда створена в 1996 році за ініціативою керівництва Центральної ради ФСТ «Динамо» України в Полтаві.
У різні часи команду тренували: Олексій Попович, Юхим Полонський, Володимир Савченко, Андрій Мороз, Андрій Портний.
Сезон 1996—1997 рр. у біографії динамівської команди відмітився першою перемогою — команда стала призером Чемпіонату України першій лізі і отримала право на участь у змаганнях вищої ліги в числі 10 найкращих команд України. У сезоні 2008/09 команда брала участь у гандбольному Кубку Виклику, дійшовши до 1/8 фіналу.

## Досягнення
- Чемпіонат України 
  -  Чемпіон (1): 2012
  -  Срібний призер (1): 2011

## Гравці
- Румянцев Сергій
- Дайментов Михайло
- Панченко Богдан
- Горський Дмитро
- Бондал Ігор
- Бацман Павло
- Грязнов Денис
- Доленко Микита
- Луценко Тимур
- Крилов Ігор
- Коваленко Дмитро
- Занемонець Віталій
- Серенко Сергій
- Мірошніченко Сергій